# Archidiecezja Santiago de los Caballeros
Archidiecezja Santiago de los Caballeros (łac.: Archidioecesis Sancti Iacobi Equitum, hiszp.: Arquidiócesis de Santiago de los Caballeros) – katolicka archidiecezja na Dominikanie. Siedziba arcybiskupa znajduje się w katedrze św. Jakuba Apostoła w Santiago de los Caballeros. 

## Historia
Archidiecezja Santiago de los Caballeros została założona 14 lutego 1994 przez papieża Jana Pawła II.

## Główne kościoły
- Katedra: Katedra św. Jakuba Apostoła w Santiago de los Caballeros.